# Стадіони Львова
Львів має декілька великих, самостійних стадіонів, а також багато стадіонів, що належать тим чи іншим навчальним закладам.

## Історичні
Крім теперішнього стадіону "Динамо" при вулиці Янева таку саму назву мав колишній стадіон "Чарних" при вулиці Стрийській. Також не варто плутати теперішній стадіон "Сокіл" на вулиці Патона з міжвоєнним "Соколом", що тепер називається "Скіф". Схожу назву — "Майдан Сокола-Батька" мав до 1939 року український стадіон на території Стрийського парку.
- Стадіон Гасмонеї (1923-32). Найбільший стадіон міжвоєнного Львова, належав клубу "Гасмонея". Після того, як під час антисемітських заворушень 1932 року стадіон спалили, команда збудувала новий, відомий тепер як "Торпедо". На місці старого стадіону "Гасмонеї" тепер містяться гаражі.
- Стадіон Погоні (1913 — кін. 1940-их). Головна арена футбольного клубу "Погонь", що був найвидатнішим у міжвоєнному Львові. Тепер на його місці розташована військова частина.
- Стадіон Сокола-Батька (1911-1939). Український стадіон міжвоєнного Львова, де грав зокрема футбольний клуб "Україна". Стадіон містився поруч із місцем першого на території України футбольного матчу (1894). Тепер на його місці проходить дитяча залізниця у Стрийському парку.
- Стадіон Чарних (1923 — кін. 1970-их), пізніше "Динамо". Головний стадіон міжвоєнного Львова, на якому зокрема тричі виступала збірна Польщі з футболу. Основна арена клубу "Чарні". Після війни на ньому грав місцевий клуб "Динамо". Тепер на його місці стоїть будівля Податкової адміністрації.

## Головні
| Назва                                      | Адреса                                                       | Вікімапія | Фото             | Деякі дані |
| Арена Львів                                | вул. Стрийська (місцевість Боднарівка)                       | мапа      | Арена Львів      | Відкритий у жовтні 2011 року. В різний час був домашньою ареною "Карпат", донецького "Шахтаря" та "Львова". Приймав матчі Євро-2012 |
| Гарт (колишні Трудові резерви)             | вул. Олександра Олеся, 25 (місцевість Погулянка)             | мапа      |                  | Збудований 1929 року, як стадіон Клубу Спортового Віс (пол. Boisko K. S. Vis) та до 1939 року був домашньою ареною для однойменної команди. Нині — домашній стадіон «Поґоні» в чемпіонаті області та дитячих команд ФК «Львів» усіх вікових груп у першості ДЮФЛ України. |
| Динамо                                     | вул. Янева, 10 (місцевість Кульпарків)                       | мапа      | Стадіон «Динамо» | Домашній стадіон футбольного клубу "Динамо" Львів |
| Легіон-Арена                               | вул. Героїв Майдану, 32 (місцевість Вулька)                  | мапа      |                  | Арена Академії сухопутних військ ім. гетьмана Петра Сагайдачного |
| Прогрес                                    | вул. Януша, 1 (місцевість Замарстинів)                       | мапа      |                  | Домашній стадіон дитячих команд ФК «Карпати» у першості ДЮФЛ України |
| Сільмаш                                    | вул. Городоцька, 207, вул. Сулими, 1 (місцевість Богданівка) | мапа      | «Сільмаш»        | У міжвоєнний час на полі стадіону грала польська команда РКС (Львів), після війни — колектив «Сільмаш» заводу «Львівсільмаш» |
| СКА                                        | вул. Клепарівська, 39а (місцевість Клепарів)                 | мапа      |                  | Домашній стадіон спідвейного клубу «СКА-Фаворит» і молодіжної команди ФК «Карпати» |
| Скіф (у міжвоєнний час "Сокіл")            | вул. Черемшини, 17 (місцевість Цетнерівка)                   | мапа      |                  | Найстаріший стадіон міста, споруджений 1897 року. Арена Львівського державного університету фізичної культури (ЛДУФК). Реконструйований до Євро-2012 |
| Стадіон ЛДУФК (Академії футболу «Карпати») | вул. Княгині Ольги (місцевість Вулька)                       | мапа      | Стадіон ЛДУФК    | Стадіон Львівського державного училища фізичної культури та Академії футболу «Карпати» |
| Сокіл                                      | вул. Патона, 1 (місцевість Сигнівка)                         | мапа      |                  | Орендар — ФК «Львів» до 2019 року. Клуб планував провести реконструкцію стадіону до Євро-2012, але будівництво не розпочато через бюрократичну тяганину |
| Торпедо                                    | вул. Золота, 32 (місцевість Клепарів)                        | мапа      |                  | До Другої світової — стадіон ЖКС «Гасмонея». У 1990-2008 роках на стадіоні діяв ринок «Торпедо». |
| Україна                                    | вул. Липова Алея, 5 (місцевість Снопків)                     | мапа      |                  | Домашня арена ФК «Карпати» (крім періоду 2011-12 років). |
| Школяр (Юний школяр)                       | вул. Вахнянина, 5а (місцевість Погулянка)                    | мапа      |                  | Відкритий 6 вересня 1924 року. Офіційно стадіон належав 40-му стрілецькому піхотному полку та футбольному клубу «Лехія» (Львів). Нині є домашнім стадіоном СДЮШОР №4 м. Львова.                                                                                           |
| Юність                                     | вул. Болгарська, 4 (місцевість Вулька, у Парку культури)     | мапа      |                  | Домашній стадіон клубів з регбі-15 «Сокіл» і «Батяри», а також клубу з американського футболу «Львівські Леви». Власник об'єкта — клуб «Сокіл-регбі» — планував провести реконструкцію стадіону до Євро-2012                                                              |

## У передмістях
| Назва                         | Адреса                               | Вікімапія | Фото                                  | Деякі дані |
| «Рух» імені Богдана Маркевича | Винники                              |           | Стадіон «Рух» імені Богдана Маркевича | |
| Стадіон ЛНАУ (ЛДАУ)           | Дубляни, вул. Володимира Великого, 1 | мапа      |                                       | Арена Львівського національного аграрного університету. Домашній стадіон дитячих команд ФК «Карпати» у першості ДЮФЛ України |

## Стадіони навчальних закладів
- Стадіон Лісотехнічного університету (Wikimapia)
- Стадіон Львівського державного училища фізичної культури (Wikimapia)
- Стадіон університету ім. Івана Франка (Wikimapia)
- Стадіон ПТУ-48 (Wikimapia)
- Стадіон шк. №45 (Wikimapia)
- Стадіон шк. №46 (Wikimapia)
- Стадіон шк. №48 (Wikimapia)
- Стадіон шк. №49 (Wikimapia)